# Febre Q
La febre Q és una malaltia infecciosa aguda o crònica causada per Coxiella burnetii, un bacil gramnegatiu similar a Rickettsia, essent un paràsit intracel·lular obligat. Aquest microorganisme infecta humans i altres animals. La infecció es pot donar al mantenir un contacte estret amb els animals infectats o al consumir productes que provinguin d'aquests. A més a més, es pot contraure la malaltia per la inhalació d'aerosols que continguin el patogen, també cal tenir en compte la transmissió per fòmits. Per aquesta malaltia s'han desenvolupat diversos tractaments basats en antibiòtics i una vacuna preventiva. C. burnetii és considerat un potencial agent de bioterrorisme.

## Història
La febre Q fou descoberta per primer cop al 1935 per Edward Holbrook Derrick en treballadors d'un escorxador a Brisbane, Queensland. La “Q” significa “query” i es va aplicar en un moment en el qual es desconeixia l'agent causant.

El patogen de la febre Q es va descobrir al 1937, quan Frank Macfarlane Burnet i Mavis Freeman aïllaren el bacteri d'un dels pacients de Derrick. Originalment es va identificar com una espècie de Rickettsia. Herald Rea Cox i Gordon Davis explicaren la transmissió quan l'aïllaren de les paparres trobades a l'estat nord-americà de Montana al 1938. És una malaltia de zoonosi, els reservoris més comuns de la qual són el bestiar boví, oví i caprí. Coxiella burnetii, anomenada així per Cox i Burnet, ja no està estretament relacionada amb les Rickettsia, però és similar a Legionella i Francisella i és un proteobacteri de la classe Gammaproteobacteria.

## Signes i símptomes
El període d'incubació presenta una durada d'entre 18 i 21 dies.
Als 4-5 dies de l'inici de la malaltia apareixen els primers símptomes, els respiratoris (febre, tos seca no productiva, dolor toràcic pleurític i abdominal) i altres com: nàusees, vòmits, diarrea, fotosensibilitat i fatiga.
Aquests símptomes poden presentar-se de formes més greus en gent d'avançada edat o en pacients immunodeprimits.

### Estadis de la malaltia
Febre Q aguda: normalment asimptomàtica, en els pacients que presenten símptomes aquests apareixeran de forma sobtada i són pseudogripals:
- Febre (molt altes, poden arribar als 40 °C i persistir d'1 a més de 3 setmanes)
- Cefalea intensa
- Calfreds
- Malestar general greu
- Miàlgia i/o Artràlgia
- Anorèxia
- Sudoració

En reduïdes ocasions la febre Q aguda es pot manifestar com encefalitis o meningoencefalitis. A diferència de les rickettsiosis la febre Q aguda no produeix exantemes.
En alguns casos es pot produir un compromís hepàtic agut amb símptomes semblants als de l'hepatitis viral.
Les dones infectades al llarg de l'embaràs tenen un major risc de patir un avortament espontani o un part preterme.

Febre Q crònica: després de la infecció inicial pot presentar una duració d'unes poques setmanes fins a anys. El 5% dels pacients poden presentar aquest estadi de la malaltia. Algunes de les complicacions en les quals derivaria serien:
- Hepatitis: presenta granulomes distingibles d'altres hepatitis.
- Endocarditis: similar a la bacteriana. Poden trobar-se hipocratismes digitals significatius, embòlies arterials, esplenomegàlia i exantema purpúric.
- Osteomielitis: infecció òssia.
- Encefalitis: infecció del cervell.
- Pneumònia: infecció pulmonar.

## Pronòstic
La taxa de mortalitat és de l'1% en pacients no tractats, essent major en aquells pacients amb endocarditis. Els malalts amb compromisos neurològics poden desenvolupar seqüeles.
La forma crònica amb endocarditis presenta una taxa de mortalitat molt elevada, pot superar el 65%.

## Diagnòstic
El diagnòstic generalment es basa en la serologia, per detectar anticossos en contra de l'antigen bacterià, en comptes de buscar aquest últim. La serologia permet la detecció de la infecció crònica per l'aparició d'alts nivells d'anticossos contra la forma virulenta del bacteri. Les tècniques específiques utilitzades de manera més comuna inclouen l'assaig de fixació del complement, assaig d'immunofluorescència indirecta o microimmunofluorescència, ELISA (Enzyme-Linked ImmunoSorbent Assay) i microaglutinació. La detecció molecular del DNA bacterià s'utilitza cada vegada més. El cultiu és tècnicament difícil de realitzar degut a la falta de sensibilitat de la tècnica i no està disponible habitualment en la majoria de laboratoris de microbiologia.
La febre Q pot causar endocarditis (infecció de les vàlvules del cor) que pot requerir un ecocardiograma transesofàgic per ser diagnosticada. L'hepatitis de la febre Q es manifesta com un augment de l'alanina aminotransaminasa i l'aspartat aminotransaminasa, però el diagnòstic definitiu només és possible amb una biòpsia hepàtica, que mostra els característics granulomes en anell de fibrina.

## Tractament

Fórmula de la doxiciclina.

La majoria dels pacients presenten una reducció en la durada de la malaltia i una millora quan són tractats. Per aquest motiu els malalts han de rebre sempre tractament, evitant així complicacions que poden arribar a ser potencialment mortals. Els principals medicaments utilitzats són: doxiciclina, cloramfenicol, tetraciclina i derivats d'aquest. Altres antibiòtics als que C. burnetii també és susceptible són cotrimoxazole, rifampicina i fluoroquinolones. S'han trobat resistències inherents del microorganisme a β-lactàmics i aminoglicòsids. La doxiciclina és l'antibiòtic que resulta més efectiu contra C. burnetii.
Les característiques dels tractaments dependran del pacient i del desenvolupament de la malaltia. Principalment la reducció dels símptomes s'aconsegueix d'una manera efectiva amb monoteràpies dels antibiòtics recomanats, però en alguns casos és necessari el desenvolupament de règims combinats.

### Febre Q aguda
El tractament primari consta de 200 mg/dia de doxiciclina per via oral en una sola dosi, que es manté de 2 a 3 setmanes aproximadament. Aquestes dosis aniran seguides de 100 mg, 2 cops al dia fins que el pacient millori, és a dir, que es mantingui sense febre al llarg de 5 dies i hagi rebut tractament almenys durant set dies.

### Febre Q crònica
És tractada amb una combinació de doxiciclina i hidroxicloroquina (600 mg/dia) durant un període de 18 mesos, en alguns casos es recomana fins als 2-3 anys (la durada del tractament depèn del pacient).
Per a l'endocarditis cal un tractament prolongat, pot durar dels 18 mesos estipulats fins a anys i en alguns casos pot ser de per vida. Actualment es recomana prendre 100 mg de doxiciclina dos cops al dia amb hidroxicloroquina 200 mg cada 8 hores. Una altra combinació d'antibiòtics amb bons resultats és la rifampicina amb la doxiciclina durant 3 anys. En determinades ocasions aquests tractaments antibiòtics tan sols són parcialment eficaços i les vàlvules lesionades han de ser reemplaçades de manera quirúrgica, cirurgia de substitució valvular. Alguna vegada s'han donat casos de pacients que han pogut recuperar-se sense cirurgia.
La meningoencefalitis presenta un desenvolupament favorable amb un tractament basat en fluoroquinolones, ja que aquestes poden penetrar la barrera hematoencefàlica.
En el cas de l'hepatitis granulomatosa crònica no s'ha determinat cap règim òptim estàndard o global. Però al tractar-se d'una patologia associada amb una forta resposta immune s'aconsella l'administració de prednisona 40 mg/dia.
Al llarg del tractament cal controlar els signes clínics, l'eritrosedimentació i hemogrames. Per a determinar quan ha de finalitzar el tractament s'han de portar a terme tests serològics de forma regular al llarg d'aquest. La medicació es retirarà seguint el principal criteri de cura de la infecció, que estipula que quan el pacient presenta una disminució del títol d'anticossos IgG per sota de 200 o inferior a 50 de IgA es podrà donar per acabat el tractament.
Abans de començar el tractament cal fer un test d'embaràs a dones en edat fèrtil. Els nens menors de 8 anys amb la malaltia lleu, les dones embarassades i els pacients al·lèrgics a la doxiciclina poden ser tractats amb trimetoprim/sulfametoxazole.
Dades in vitro han mostrat que el pH àcid dels compartiments fagosomals on resideix C. burnetii de manera intracel·lular podrien ser els responsables de la manca d'activitat dels antibiòtics contra el microorganisme.

## Prevenció
Com a mesura preventiva es recomana evitar aquells factors on es pugui trobar el microorganisme.
- Cal evitar el contacte amb els animals de granja, ja que semblen sans, però poden estar infectats i portar el bacteri. Sobretot es recomana evitar els animals que estiguin parint.[4] En el cas que una persona presenti símptomes de la febre Q, es recomana buscar signes de febre en aquells animals amb els quals hagi estat en contacte.[3]
- No es recomana el consum de llet crua o productes lactis crus. La pasteurització ajuda a eliminar el microorganisme.[3][4]
- Desinfectants
- Inactivació física
- Antimicrobians
- Vacunació[21]

Actualment, Austràlia és l'únic país al món que disposa d'una vacuna preventiva comercialitzada per a la febre Q. A Europa no hi ha vacunes efectives ja que les disponibles no generen suficient immunitat i les que si són capaces de generar-la causen molts efectes adversos o reactogenicitat.
A Austràlia al 2001 s'instaurà un programa de vacunació per aquelles persones que estan exposades al risc d'infectar-se.
Es recomana l'administració de la vacuna a aquelles persones que mantinguin un contacte estret amb animals: treballadors d'escorxadors, grangers, esquiladors i veterinaris, per així evitar riscos laborals. També s'ha de considerar l'administració d'aquesta vacuna a aquelles persones que malgrat no tinguin un treball relacionat amb l'exposició a aquests animals, presenten un major risc de contraure la malaltia crònica, com seria el cas de persones que presenten defectes en les vàlvules cardíaques o pròtesis, amb aneurismes vasculars o immunodeprimits.
Actualment, les vacunes de les quals es disposen, es produeixen a partir de l'aïllament de C. burnetii inactivades amb formol. Abans de poder administrar la vacuna, s'ha de realitzar una anàlisi prèvia de pell i de sang, per esbrinar si hi ha una immunitat preexistent, atès que si es vacuna una persona que ja estava immunitzada es poden donar reaccions sistemàtiques locals i en alguns casos, greus.

## Epidemiologia
L'agent patogen es troba arreu del món, excepte Nova Zelanda i l'Antàrtida. El bacteri és virulent, un sol microorganisme pot causar la infecció i a diferència d'altres bacteris patògens és resistent a determinades condicions adverses, com pH àcid, temperatures elevades i baixes de refrigeració i congelació, salinitat (10%) i altres. La font comú d'infecció és la inhalació d'aerosols contaminats, contacte amb llet, carn o llana contaminada, i en particular productes relacionats amb el part. Les paparres poden transferir l'agent patogen a altres animals i a humans de manera excepcional. La transferència entre humans sembla extremadament estranya i fins ara s'ha descrit en pocs casos.
Les principals fonts d'infecció de febre Q són les vaques, ovelles i les cabres, a més d'altres animals, on figuren els domèstics. Els reservoris d'aquesta malaltia són aquests mateixos animals, a més d'aus i paparres. L'ésser humà és un hoste accidental d'aquest bacteri.
Els mamífers infectats eliminen el microorganisme resistent a condicions ambientals per l'orina, femtes, llet i, per productes relacionats amb el part, ja que a la placenta dels animals infectats es poden trobar elevades concentracions de bacteris (10⁹ bacteris/g de teixit). Es considera que durant la gestació es pot produir la reactivació de la infecció, observant-se un increment en el nombre d'avortaments en cabres, i amb menys freqüència en ovelles, a més de problemes en la reproducció del ramat boví. La infecció a l'ésser humà es produeix majoritàriament com a resultat de la inhalació de pseudoespores, amb afectació a cèl·lules alveolars i disseminació sanguínia. A més hi ha altres vies de contagi, com la ingestió de productes lactis crus contaminats, l'exposició professional i manipulació d'animals contaminats i de manera ocasional per la transfusió de sang infectada o per via transplacentària, que produeix infeccions congènites.

### Factors de risc
Existeixen diversos factors que incrementen el risc d'infecció:
- Professions. Alguns oficis suposen una major probabilitat d'infecció, degut a l'estreta relació que estableixen les persones amb alguns animals i productes derivats d'aquests com a part del seu treball. Alguns exemples d'aquestes professions en risc són: medicina veterinària, processament de carns, cria de ramat i investigació d'animals.[3][9]

- Ubicació. Aquelles zones on habiten animals que poden estar contaminats, com granges o instal·lacions agrícoles, suposen un risc degut a que C. burnetii és capaç de recórrer grans distàncies a l'aire. Per tant, es poden dispersar amb relativa facilitat i suposa un risc per a les persones que estiguin a aquell ambient.[9]

- Sexe. El gènere masculí és el més propens a contraure aquesta malaltia.[3][9]

- Edat. La febre Q es sol produir sobretot en persones entre els 30 i els 70 anys.[9][17] En pocs casos, s'han observat en nens que residien a granges i en aquells menors de 3 anys es sol descobrir quan es tracta de diagnosticar una pneumònia.[3]

- Malalties. Estudis han demostrat que persones amb antecedents de defectes en vàlvules cardíaques, endocarditis o implants de vàlvules cardíaques poden tenir un major risc d'infecció crònica i malaltia greu.[4]
- Època de l'any. Es pot donar a qualsevol època de l'any, però és més freqüent a la primavera i a l'estiu.[9][17]

## Societat i epidèmies

### Epidèmies
S'han registrat diversos brots de febre Q a l'àmbit nacional, alguns dels casos més destacats són:
- A finals d'agost del 2008 es va donar un brot familiar a la localitat de Vinuesa a la província de Sòria.[29]
- Al 2014 hi va haver 71 afectats per un brot a Catalunya.[27]
- Al 2015 a Euskadi es va donar un brot on van estar involucrades 50 persones.[27]
- L'octubre de 2019 es va detectar un brot de la malaltia a Vila Joiosa (Alacant), l'origen del qual fou per un ramat de cabres que es trobaven en condicions inadequades.[30][31]

A nivell Europeu:
- En estudis que es van realitzar a França entre els anys 1982 i el 2010 es van descriure set brots de incloïen des de 5 fins a 289 persones, tots aquests es van donar al sud-est del país.[27]
- Al 2003 es va donar un brot a Alemanya que afectà a 300 persones, que es desenvolupà a causa d'una exposició ramadera.[22]
- El major brot registrat de febre Q es va produir a Holanda entre 2007 i 2010. En aquest període es van registrar 4026 afectats, produint-se la màxima incidència durant l'any 2008 amb 2354 casos.[27][32]

Durant la Segona Guerra Mundial es van reportar diversos brots de febre Q entre l'hivern de 1944 i la primavera de 1945. Els majors afectats van ser les tropes que lluitaren a Europa durant la guerra. Les tropes dels Estats Units que van estar residint a Itàlia van reportar cinc brots ben documentats d'aquesta malaltia. Aquests casos estaven principalment relacionats amb residències per a les tropes, les quals havien estat ocupades anteriorment per animals domèstics. Els soldats alemanys també van ser infectats durant la seva estada pel centre d'Europa. Una dada interessant que es va descobrir en aquest període va ser el fet que els civils residents habituals de les regions on els soldats van patir els brots semblaven resistir a la infecció. A més a més, a aquests ciutadans se'ls va detectar altes taxes d'anticossos residuals contra C. burnetii. Aquest fet va suggerir que la infecció ja era endèmica de la conca del Mediterrani a l'època en què es va descriure a Austràlia.

### Agent bioterrorista
Per la seva alta capacitat d'infecció, transmissió mitjançant aerosols i la seva resistència front a canvis ambientals extrems, C. burnetii ha estat classificada a la categoria B d'armes biològiques, considerant-se com una potencial arma en bioterrorisme.

Mapa nacional de les zones amb registres de febre Q.